# Крипъл Крийк
Крипъл Крийк (на английски: Cripple Creek) е град в окръг Телър, щата Колорадо, САЩ. Крипъл Крийк е с население от 1115 жители (2000) и обща площ от 2,9 km². Намира се на 2894 m надморска височина. ЗИП кодът му е 80813, а телефонният му код е 719.